# 松岡究
松岡 究（まつおか はかる、1958年3月3日 - ）は、日本の指揮者。東京ユニバーサル・フィルハーモニー管弦楽団常任指揮者。

## 来歴
1958年3月3日、長崎県長崎市に生まれる。成城大学卒業。指揮を小林研一郎、ヨルマ・パヌラ、ランベルト・ガルデッリに師事。音楽学を戸口幸策に師事。1987年、ドニゼッティ「ビバ・ラ・マンマ」でデビュー。1991年文化庁在外派遣研修員として、ハンガリー・ブダペストに留学。小林研一郎、ランベルト・ガルデッリの下で研鑽を積む。その間スウェーデン・アルコンスト音楽祭にヨルマ・パヌラより招待され、タリン国立歌劇場管を指揮。「卓越した才能」と激賞された。
帰国後は主に東京オペラプロデュースを中心に数々のオペラを指揮。1993年から1996年、新神戸オリエンタル劇場では常任指揮者としてオペラとコンサートをプログラミング・指揮した。また特にオペラで日本初演した作品は数多い。
(詳細は日本初演作品の項を参照のこと。)
これらはいずれも各界から大きな反響と高い評価を獲得し、新聞各紙、音楽雑誌などで絶賛された。この他にも、R・シュトラウス「カプリッチョ」、ブリテン「ねじの回転」（新国立小劇場）等も高い評価を受けた。
2004年11月より2007年10月までローム・ミュージック・ファンデーションの在外研修生としてベルリンにて研修。1987年〜2008年東京オペラプロデュース指揮者として活躍、2009年〜2012年日本オペレッタ協会音楽監督（日本オペレッタ協会は2013年4月に解散）を歴任。2009年より東京ユニバーサル・フィルハーモニー管弦楽団専任指揮者を経て2012年9月より常任指揮者に就任。

## 常任指揮者
- 1993年から1996年、新神戸オリエンタル劇場常任指揮者
- 1995年より神奈川大学管弦楽団常任指揮者
- 2009年より東京ユニバーサル・フィルハーモニー管弦楽団専任指揮者を経て2012年9月より常任指揮者

## 日本初演作品
- グノー「ロメオとジュリエット」
- ワーグナー「恋愛禁制」
- ベルリオーズ「ベアトリスとベネディクト」
- ヴェルディ「二人のフォスカリ」「一日だけの王様」
- ロッシーニ「とてつもない誤解」 「ランスへの旅」（日本人による日本ロッシーニ協会による初演）
- R・シュトラウス「無口な女」（舞台初演）
- ドニゼッティ「当惑した家庭教師」
- ビゼー「美しきパースの娘」
- ヘルマン・ゲッツ「じゃじゃ馬ならし」